# إبراهيم خميس
إبراهيم خميس (و. 1960  م) هو رياضي إماراتي، شارك في الألعاب الأولمبية الصيفية 1984.

## روابط خارجية
- إبراهيم خميس على موقع أوليمبيديا (الإنجليزية)